# تسارارانو، مارووای
تسارارانو (به لاتین: Tsararano) یک منطقهٔ مسکونی در ماداگاسکار است که در Marovoay District واقع شده‌است.
 تسارارانو  ۱۱٬۰۰۰ نفر جمعیت دارد و ۷ متر بالاتر از سطح دریا واقع شده‌است.